# HMS Beaufort (L14)
Pour les autres navires du même nom, voir HMS Beaufort.
Le HMS Beaufort (pennant number L14) est un destroyer d'escorte de classe Hunt de type II construit pour la Royal Navy pendant la Seconde Guerre mondiale.

## Construction
Le Beaufort est commandé le 20 décembre 1939 dans le cadre du programme d'urgence de la guerre de 1939 pour le chantier naval de Cammell Laird de Birkenhead en Angleterre sous le numéro 3560. La pose de la quille est effectuée le 17 juillet 1940, le Beaufort est lancé le 9 juin 1941 et mis en service le 3 novembre 1941.
Il est parrainé par la communauté civile du district rural de Bathavon dans le Somerset, dans le cadre de la Warship Week (semaine des navires de guerre) en mars 1942.
Les navires de classe Hunt sont censés répondre au besoin de la Royal Navy d'avoir un grand nombre de petits navires de type destroyer capables à la fois d'escorter des convois et d'opérer avec la flotte. Les Hunt de type II se distinguent des navires précédents type I par une largeur (maître-bau) accrue afin d'améliorer la stabilité et de transporter l'armement initialement prévu pour ces navires.
Le Hunt type II mesure 80,54 m de longueur entre perpendiculaires et 85,34 m de longueur hors-tout. Le maître-bau du navire mesure 9,60 m et le tirant d'eau est de 3,51 m. Le déplacement est de 1070 t standard et de 1510 t à pleine charge.
Deux chaudières Admiralty produisant de la vapeur à 2100 kPa et à 327 °C alimentent des turbines à vapeur à engrenages simples Parsons qui entraînent deux arbres d'hélices, générant 19 000 chevaux (14 000 kW) à 380 tr/min. Cela donné une vitesse de 27 nœuds (50 km/h) au navire. 281 t de carburant sont transportées, ce qui donne un rayon d'action nominal de 2 560 milles marins (4 740 km) (bien qu'en service son rayon d'action tombe à 1 550 milles marins - 2 870 km).
L'armement principal du navire est de six canons de 4 pouces QF Mk XVI (102 mm) à double usage (anti-navire et anti-aérien) sur trois supports doubles, avec un support avant et deux arrière. Un armement antiaérien rapproché supplémentaire est fourni par une monture avec des canons quadruple de 2 livres "pom-pom" MK.VII et deux  canons Oerlikon de 20 mm Mk. III montés dans les ailes du pont. Les montures jumelles motorisées d'Oerlikon sont remplacées par des Oerlikon simples au cours de la guerre. Jusqu'à 110 charges de profondeur pouvaient être transportées,. Le navire avait un effectif de 168 officiers et hommes d'équipage,.

## Histoire

### Seconde Guerre mondiale

#### 1941
Après avoir terminé le test, le Beaufort est transféré à Scapa Flow et est affecté à la 5e flotte de destroyers basée à Alexandrie, en Égypte. IL rejoint le cuirassé Ramillies (07) et le destroyer Badsworth (L03) pour escorter le convoi WS14 à Freetown, et y arrivent le 21 décembre. Puis il continue avec Ramillies, Hurworth (L28) et Bridgewater (L01), l'escorte du convoi WS14 vers le cap de Bonne-Espérance. Après avoir atteint Cape-Town, en Afrique du Sud, le 4 janvier 1942, le destroyer s'est séparé du WS14 et se déplace indépendamment le long des canaux de la mer Rouge et de Suez pour rejoindre la flotte méditerranéenne d'Alexandrie.

#### 1942
Le 12 février 1942, le Beaufort est affecté avec le croiseur léger Carlisle (D67) et les destroyers Avon Vale (L06), Southwold (L10), Eridge (L68), Dulverton (L63), Hurworth et Heythrop (L85) pour escorter le convoi MW9 comprenant trois navires marchands pour renforcer Malte. Le convoi est lourdement bombardé par l'ennemi, provoquant le retrait d'un navire marchand endommagé à Tobrouk le 13 février, puis un autre navire marchand a coulé le lendemain. Les forces d'escorte se sont retirées en Égypte avec quatre navires marchands vides de Malte; Le convoi MW9 a semblé échouer lorsque les navires marchands ont finalement échoué à atteindre Malte.
Le 20 mars, le Beaufort est affecté avec Carlisle, Southwold, Dulverton, Eridge, Hurworth, Avon Vale et Heythrop pour escorter le convoi MW10 vers Malte, sous la protection des croiseurs Dido (37), Euryalus (42) et Cleopatra (33). La force engage des affrontements avec l'armée de l'air ennemie et avec une grande flottille de navires de guerre italiens lors de la seconde bataille de Syrte le 22 mars; et continue à subir des frappes aériennes ennemies prolongées le lendemain, lorsqu'un navire marchand est coulé. La force se retire à Alexandrie après cela, et il reprend son devoir d'escorte pour fournir des fournitures et un soutien aux forces de garnison à Tobrouk.
Le 11 juin, le Beaufort avec le croiseur léger Coventry (D43) et les destroyers Airedale (L07), Aldenham (L22), Croome (L62), Dulverton, Eridge, Exmoor (L08) et Hurworth escortent quatre navires marchands du convoi MW11C qui ont participé à l'opération Vigorous, une activité visant à renforcer les renforts pour Malte provenant de Port-Saïd. Cette activité est uniquement destinée à détourner l'attention de l'adversaire de l'opération Harpoon de Gibraltar. Le convoi est attaqué par l'ennemi le lendemain, lorsque le navire marchand SS City of Calcutta est endommagé et a dû être escorté par Exmoor et Croome jusqu'à Tobrouk. Les jours suivants, le convoi continue de subir des frappes aériennes continues, ainsi que la menace du navire de surface de la marine italienne, provoquant l'annulation de l'opération et le retrait d'Alexandrie.
Le Beaufort reprend ses opérations depuis sa base d'Alexandrie. Le 11 juillet, il est avec Dulverton, Eridge et Hurworth bombardent le port de Mersa Matruh, en Egypte, sur la côte méditerranéenne. Le 10 août, avec les croiseurs Arethusa (26) et Euryalus, les destroyers Jervis (F00), Kelvin (F37), Pakenham (G06), Paladin (G69), Aldenham, Dulverton, Eridge, Hursley (L84), Hurworth et la Corvette Hyacinth (K84), il escorte le convoi MW12 à Malte. Il s'agit d'une autre opération de diversion pour soutenir l'opération Pedestal depuis Gibraltar. La force et le convoi WM12 retournent à Port-Saïd le 13 août.
En septembre, le Beaufort participe à l'Opération Agreement, un raid visant Tobrouk. Il embarque à bord des Royal Marines le 12 septembre pour les débarquer sur Tobrouk, puis avec le croiseur Coventry et les destroyers Zulu (F18), Sikh (F82), Aldenham, Exmoor et Hurworth fournissent une assistance pour l'attaque. L'opération échoue lorsque le Coventry, le Zulu et le Sikh sont perdus par les tirs ennemis des rivages et de l'artillerie, et que les forces de débarquement ont subi de lourdes pertes. Les navires de guerre restants se sont retirés à Alexandrie.
En octobre, le Beaufortest envoyé escorter un convoi vers l'océan Indien. Il rejoint son navire jumeau Tetcott (L99) pour rejoindre le croiseur marchand armé HMS Ranchi dans le cadre du convoi WS22 le 14 octobre pour le voyage à Aden. Arrivés deux jours plus tard, le Tetcott quitte le convoi pour retourner à Alexandrie.
Le 17 novembre, le Beaufort rejoint à nouveau l'escorte du convoi MW13 lors de l'opération Stoneage. Ce voyage logistique à Malte a été protégé par le croiseur Arethusa et les destroyers Aldenham, Belvoir (L32), Croome, Dulverton, Exmoor, Hursley, Hurworth et Tetcott et le destroyer grec Pindos. Le convoi est attaqué par l'aviation ennenue le lendemain, quand Arethusa est endommagé par des torpilles et se retiré à Alexandrie. Après avoir voyagé à Malte, la force d'escorte s'est séparée du convoi MW13 pour retourner à Alexandrie.

#### 1943
De janvier à avril 1943, le Beaufort poursuit ses opérations de patrouille et d'escorte de transport dans la région de la Méditerranée orientale, soutenant les 8 opérations terrestres de l'armée britannique en Afrique du Nord. En mai, pendant la campagne de rétribution, le Beaufort et la flotte méditerranéenne ont bouclé la zone du cap Bon pour empêcher les navires de retirer les forces allemandes d'Afrique du Nord.
En juin, le Beaufort quitte sa base à Malte pour escorter des convois pour préparer l'opération Husky, le débarquement allié en Sicile, en Italie. En juillet, il rejoint la Eastern Support Force pour soutenir le débarquement en Sicile de la 1re division aéroportée (1st Airborne Division) au sud-ouest de Syracuse. Il navigue à Port-Saïd le 5 juillet pour escorter le 'convoi 'MWF36, s'en séparant pour faire le plein le 8 juillet, puis le  rejoint un jour plus tard. Atteignant le site du débarquement le 10 juillet, il se détache du convoi et est positionné hors de la zone de débarquement, tirant des tirs de canons de soutien et de défense anti-aérienne ainsi que lors des infiltrations de torpilleurs schnellboote.
Le Beaufort se de l'opération Husky en août, poursuivant son service d'escorte de convoi, jusqu'à ce qu'il soit à nouveau mobilisé pour l'opération Avalanche, le débarquement allié à Salerne, en Italie . Il se rend à Tripoli le 6 septembre pour escorter le convoi TSF1 à Salerne; et lorsqu'il arrive hors de la zone de débarquement  le 9 septembre, il fournit un soutien d'artiilerie et de patrouille défensive jusqu'au 15 septembre.
En octobre, le Beaufort et son escadron sont mobilisés pour retourner à Alexandrie pour participer à l'opération Dodécanèse, un plan visant à occuper les îles grecques occupées auparavant par les troupes italiennes dans les îles du Dodécanèse, désormais menacées par les troupes allemandes après que l'Italie a accepté une trêve.
Le 10 octobre, le Beaufort patrouille contre l'ennemi envahisseur et subit des frappes aériennes. Le 12 octobre, le Beaufort et le croiseur Phoebe (43) et le destroyer Belvoir recherchent des navires de transport ennemis, mais se retirent en raison de frappes aériennes. Le 15 octobre, le Beaufort et le Belvoir continuent sans succès à rechercher deux navires marchands et un navire amphibie ennemi qui ont envoyé des renforts sur l'île de Kos. Le 17 octobre, le Beaufort et le croiseur Sirius (82) et les destroyers Pathfinder (G10) et Eclipse (H08) ont transféré des renforts aux forces de garnison sur l'île de Leros; le Beaufort rejoint ensuite le croiseur Aurora (12), puis subit des frappes aériennes répétées, lorsque le Sirius est touché. Le 19 octobre, le Fury (H76) et le Hurworth bombardent l'île de Kos, puis se réfugient dans les eaux turques neutres le lendemain pour éviter les frappes aériennes. Le 21 octobre, le Beaufort et le Fury envoient des troupes dans la baie d'Alinda, à Leros, et bombardent le port de Kos où se trouvaient les navires de débarquement allemands. Le lendemain, le Beaufort et les Aurora, Fury et Hurworth ont balayé l'ennemi envahisseur. Le 26 octobre, le Beaufort et Faulknor (H62) et Hurworth patrouillent le détroit de Rhodes; le 29 octobre, il déplace des troupes et du matériel sur l'île de Kastelorizo avant de rejoindre Petard (G56) et Belvoir pour rejoindre Aurora dans les eaux turques. La force est violemment attaquée par l'ennemi, provoquant la frappe et l'incendie dAurora; donc le lendemain, le Beaufort  escorte lAurora endommagé pour se retirer à Alexandrie.
Le 10 novembre, en route vers l'île de Kos, le Beaufort avec le Faulknor et le Pindos ont subi les frappes aériennes prolongées de l'ennemi. Après avoir bombardé le port de Kos le lendemain, la force s'est réfugiée dans les eaux turques, jusqu'au 12 novembre, alors que l'armée de l'air ennemie contrôlait le ciel. Le 13 novembre, la force a de nouveau bombardé les positions ennemies sur le mont Clidi à Leros pour aider les forces terrestres avant de se retirer à Alexandrie le lendemain. La force ennemie a continué de se renforcer à Leros, et toutes les opérations navales ont pris fin lorsque la garnison de l'île s'est rendue le 16 novembre. En décembre, le Beaufort avec le Aldenham, le Belvoir et le destroyer grecque Kanaris (L53) sont transférés dans la zone du Centre méditerranéen, basé à Alger pour escorter des convois voyageant entre les ports d'Afrique du Nord et de Naples.

#### 1944
En janvier 1944, le Beaufort est mobilisé pour rejoindre l'opération Shingle, le débarquement allié à Anzio, en Italie. Il rejoint la Northern Strike Force et quitte Naples le 21 janvier en tant que Force P, et arrive sur le site du débarquement le lendemain avec pour mission de patrouiller pour la défense aérienne pour l'assaut. De février à juillet, il continue son devoir d'escorte, de patrouille et de soutien aux opérations terrestres.
En septembre, le Beaufort participe à l'opération Dragoon, le débarquement allié dans le sud de la France. Temporairement sous la direction de la marine des États-Unis (US Navy), il quitte Naples le 13 août pour escorter le convoi de troupes SM2, et arrive dansde la zone de débarquement le 15 août, ainsi que d'autres navires de guerre alliés protégeant le site de débarquement et escortant les convois suivants. Après s'être retiré de l'opération Dragoon, il est déployé à Alexandrie pour opérer dans la mer Égée, pour reprendre les îles grecques et empêcher les navires ennemis de retirer des troupes sur le continent. En novembre et décembre, il aide aux débarquements sur le continent grec.

#### 1945
Le Beaufort continue à soutenir les opérations militaires et le transport de convois en Méditerranée jusqu'en avril 1945, où les sous-marins étaient toujours en service. En mai, il est mobilisé pour retourner en Grande-Bretagne pour y être refait, avec l'intention d'être envoyée pour opérer en Extrême-Orient.
Il arrive à Cardiff et commence à être révisé le 10 juin. Cependant, en raison de la reddition du Japon à la mi-août, qui a mis fin à la Seconde Guerre mondiale, l'expédition du navire en Extrême-Orient est annulé.

### Après guerre
Le Beaufort termine une révision le 24 septembre 1945, mais après la mise en service après réparations, il est transféré à la flotte de réserve à Devonport.

### En service dans la Marine royale norvégienne
En 1952, le navire est vendu à la Norvège et mis en service avec la Marine royale norvégienne en tant que HNoMS Haugesund (F312) après avoir été réaménagé à Tyne.
En 1954, il est reclassé en tant que frégate, portant le nouveau pennant number sur sa coque F312, et modifié avec une antenne de grille et un rajout de  deux ensembles de mortiers anti-sous-marins Squid au lieu de la tourelle X à l'arrière.
Il est démantelé en 1965.

### Honneurs de bataille
- SIRTE 1942
- LIBYA 1942
- MALTA  CONVOYS 1942
- MEDITERRANEAN 1942
- SICILY 1943
- SALERNO 1943
- AEGEAN 1942-43
- ANZIO 1944
- SOUTH FRANCE 1944

### Commandement
- Lieutenant (Lt.) Standish O Grady Roche (RN) du 10 août 1941 à juillet 1943
- Lieutenant (Lt.) John Ronald Lawson Moore (RN) de juillet 1943 à octobre 1944
- T/Lieutenant (T/Lt.) Douglas Louis Zeidler (RNVR) de octobre 1944 à fin 1945